# Agorophius pygmaeus
Agorophius pygmaeus és una espècie extinta de cetaci del parvordre dels odontocets que visqué a l'oceà Atlàntic durant l'Oligocè, fa entre 23,3 i 33,9 milions d'anys. Se n'han trobat restes fòssils a Carolina del Sud (Estats Units). Es tracta de l'única espècie del gènere Agorophius i l'única classificada amb certesa dins de la família dels agoròfids (Agorophiidae), encara que aquesta última també podria incloure Ankylorhiza. Era un odontocet heterodont i de mida mitjana. El nom genèric Agorophius significa ‘gran sostre’ i es refereix a la llargada de la seva paret cranial superior, mentre que el nom específic pygmaeus significa ‘pigmeu’ en llatí.